# Sonic the Hedgehog (videojuego de 8 bits)
Sonic the Hedgehog es un videojuego de plataformas de desplazamiento lateral de 1991. Es un complemento del juego homónimo de Mega Drive de 16 bits para las consolas Master System y Game Gear de 8 bits. Ancient, un estudio fundado por el compositor Yūzō Koshiro para el proyecto, desarrolló el juego y Sega lo publicó para promocionar la consola portátil Game Gear. Sonic de 8 bits es un videojuego de desplazamiento lateral similar en estilo al juego de 16 bits, pero con una complejidad reducida para adaptarse a los sistemas de 8 bits.
La premisa y la historia del Sonic de 8 bits son idénticas a las del juego de 16 bits: como el erizo antropomórfico Sonic, el jugador corre a través de niveles para rescatar a los animales encarcelados que el Doctor Robotnik planea convertir en robots. La jugabilidad es similar, Sonic recoge anillos mientras evita obstáculos, pero tiene un ritmo extremadamente más lento ya que la versión de 8 bits se centra más en la exploración. Si bien algunos temas de niveles, como Green Hill Zone, se toman prestados del juego de 16 bits, otros son originales. También presenta una banda sonora diferente de Koshiro, que comprende material nuevo junto con algunos reordenamientos de las pistas de Masato Nakamura para el juego de 16 bits.
Los críticos elogiaron al Sonic de 8 bits por su variedad de niveles, imágenes, jugabilidad y audio. Muchos creyeron que se comparaba favorablemente con su contraparte de 16 bits, aunque algunas críticas se dirigieron a su baja dificultad y corta duración. Los periodistas de juegos lo consideraron retrospectivamente uno de los mejores juegos de Game Gear y Master System. El Sonic de 8 bits ha sido relanzado a través de compilaciones de juegos de Sonic y la Consola Virtual de Nintendo. Recibió varias secuelas, comenzando con Sonic the Hedgehog 2 en 1992. También fue el primer juego de Ancient y el único juego de Sonic que desarrollaron.

## Jugabilidad
Sonic the Hedgehog de 8 bits es un videojuego de plataformas de desplazamiento lateral similar en jugabilidad y estilo al juego original de Mega Drive de 16 bits del mismo nombre, salvo por varias mecánicas de juego nuevas y modificadas. Como en el original, el erizo antropomórfico Sonic se aventura a rescatar a la población animal de la Isla Sur del diabólico Doctor Robotnik, quien planea convertirlos en robots. El jugador salta entre plataformas, evita obstáculos enemigos e inanimados, y rompe televisores para recolectar escudos, zapatos de velocidad e invencibilidad, y marcar puntos de control. Al igual que el original, Sonic colecciona anillos, que lo protegen de ser golpeado por un enemigo u obstáculo. El jugador comienza el juego con tres vidas: 12  y perderá una si es golpeado sin llevar anillos, ahogarse, caer en un pozo sin fondo o alcanzar el límite de tiempo de 10 minutos del acto.: 10  El juego termina prematuramente cuando se pierden todas las vidas, aunque el jugador puede regresar al comienzo del acto actual si tiene alguna continuación.: 12  La jugabilidad es un poco más lenta y más centrada en la exploración que el original.
Sonic viaja a través de seis niveles llamados zonas, cada uno de los cuales consta de dos actos principales y una batalla de jefe con Robotnik. Las zonas se basan en varios temas, como llanuras cubiertas de hierba, ruinas antiguas y selvas. Si bien algunos de los temas de niveles, como Green Hill Zone, se toman prestados de la versión de 16 bits, otros son originales y todos los diseños de niveles son diferentes y no contienen bucles verticales. Algunos de los niveles del juego requieren precisión rápida: 9  y otros requieren que el jugador se sumerja bajo el agua.: 10  Ciertos actos tienen Esmeraldas del Caos escondidas dentro de ellos, y el jugador debe recolectar las seis para obtener el mejor final posible.: 7  Al final de cada acto principal, el jugador golpea un poste indicador, que girará y aterrizará en una imagen; puede otorgar bonificaciones dependiendo de la imagen que elija.: 8  Si el jugador tiene más de 50 anillos, puede acceder a una etapa de bonificación estilo pinball donde se pueden recolectar más anillos y continuar.

## Desarrollo

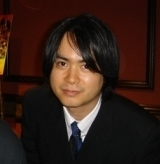
El compositor Yūzō Koshiro en 2006

En 1991, Sega lanzó la Game Gear, una consola portátil de 8 bits diseñada para competir con la Game Boy de Nintendo. Casi al mismo tiempo, Sonic Team trabajó en Sonic the Hedgehog para Genesis de 16 bits y Sega quería aumentar el conocimiento del consumidor sobre Game Gear produciendo una versión de Sonic para el sistema. El compositor Yūzō Koshiro, de 22 años, había comenzado recientemente a trabajar con Sega, ya que le pidieron que compusiera la banda sonora de la versión de 16 bits de The Revenge of Shinobi (1989). Después, le dijo a un jefe de sección que él mismo podía desarrollar juegos. Como resultado, un gerente general, a quien Koshiro conoció mientras trabajaba en The Revenge of Shinobi, le pidió que comenzara a desarrollar una versión de Sonic para Game Gear. Koshiro fundó Ancient para desarrollar el juego porque Sega no podía hacer contratos con individuos. Su hermana Ayano Koshiro sirvió como directora y su madre Tomo Koshiro tuvo un papel «detrás de escena», mientras que el primer programador que contrató fue Shinobu Hayashi. El Sonic de 8 bits fue creado específicamente para Game Gear, pero Sega también hizo que Ancient desarrollara una versión para Master System, que se vendía bien y tenía hardware similar.
Portar el juego original al hardware de 8 bits era imposible, por lo que Ancient construyó su Sonic desde cero. El equipo decidió hacer su versión completamente diferente de su contraparte de 16 bits. Según Koshiro, el juego tuvo tres fases de desarrollo. En la primera fase, Ancient desarrolló el juego pensando en la versión de 16 bits. La segunda y tercera fase fueron en gran parte ideas propias de Ancient, con Sega supervisando su trabajo. Koshiro pensó que reinventar Sonic para hardware de 8 bits era un desafío, ya que no trabajaba en Sega y nunca antes había desarrollado un juego. Sin embargo, Sega tenía fe en él debido a su relación con la empresa. Koshiro compuso la banda sonora y buscó conservar la sensación de la versión de 16 bits. Para empezar, convirtió la partitura del Sonic de 16 bits de Masato Nakamura al generador de sonido programable de 8 bits, pero terminó usando sólo tres de esas pistas; el resto de la música es obra de Koshiro.

## Historial de lanzamientos

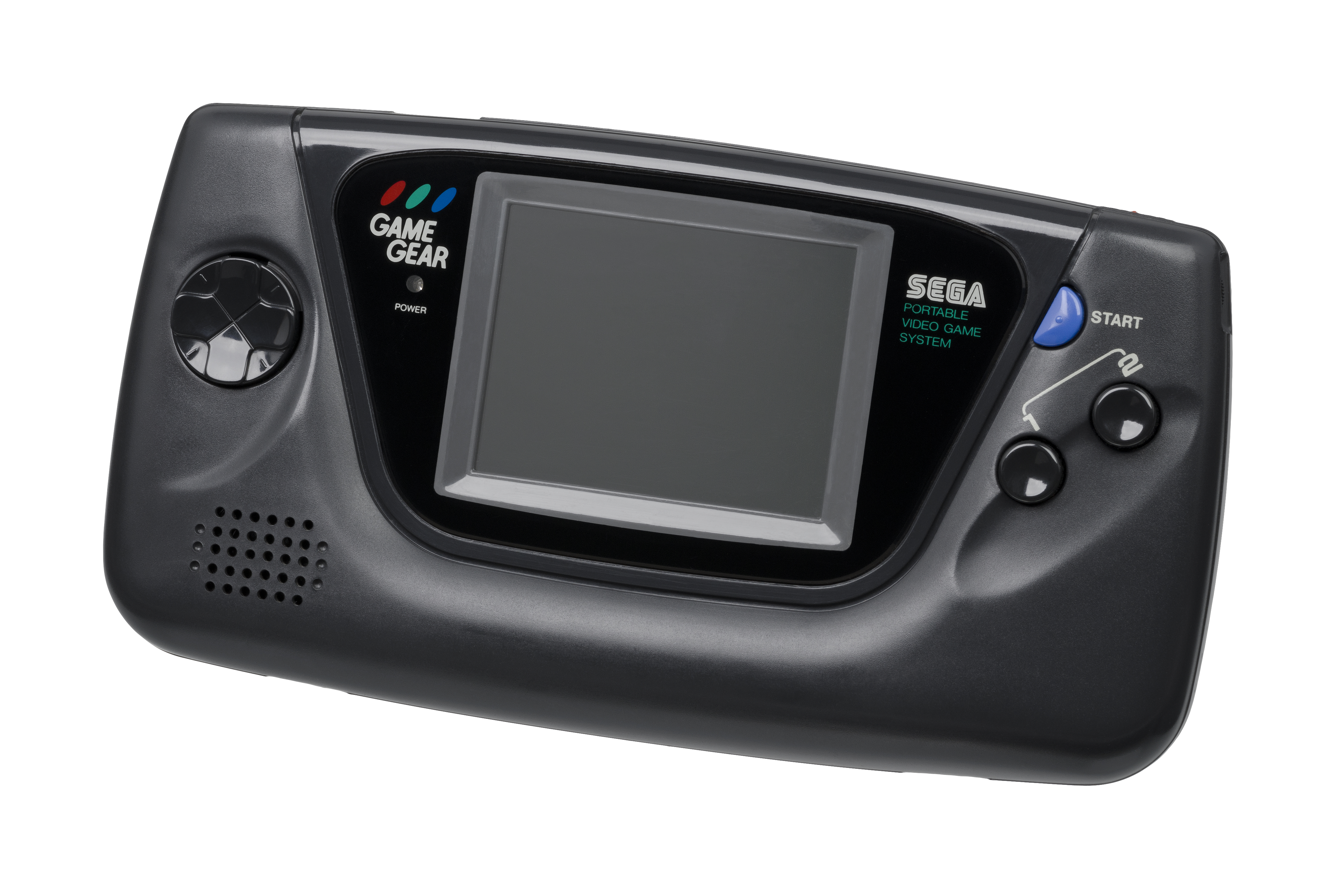
Sonic the Hedgehog fue desarrollado inicialmente para Game Gear.

Si bien la versión de Game Gear se desarrolló primero, Sega lanzó Sonic de 8 bits para Master System y Game Gear en Europa en noviembre de 1991, y Norteamérica obtuvo ambas versiones presumiblemente aproximadamente al mismo tiempo y en Japón solo para Game Gear el 28 de diciembre de 1991. En Europa, el juego se incorporó a versiones posteriores de Master System, mientras que en Norteamérica, fue el canto del cisne de la consola. El Master System no había logrado afianzarse en Norteamérica, por lo que su versión de Sonic se convirtió en una pieza de colección. La versión americana de Master System es simplemente una importación de la versión europea; Sega cubrió el número de artículo europeo en el paquete del juego con una pegatina del Código de producto universal. Nintendo World Report describió el juego como un lanzamiento «extraño» para la franquicia porque no se centraba en la velocidad. Aunque fue rentable para Sega, las ventas del Sonic de 8 bits «no fueron tan buenas» como las del original de 16 bits.
El juego se ha relanzado en forma emulada en varias ocasiones. En 2003, Sega lanzó Sonic Adventure DX: Director's Cut, una versión mejorada del juego Sonic de 1998, Sonic Adventure, para GameCube y Windows. A medida que el jugador avance en el juego, desbloqueará los 12 juegos de Sonic lanzados para Game Gear, incluido el Sonic de 8 bits. La versión de Game Gear también está disponible a través de Sonic Mega Collection Plus (2004), una recopilación de juegos de Sonic para Windows, PlayStation 2 y Xbox. Sega lanzó la versión Master System para el servicio de distribución digital de la Consola Virtual de Wii en Japón y Norteamérica en agosto de 2008, y en Europa el mes siguiente. La versión Game Gear se lanzó para la consola virtual de Nintendo 3DS en Occidente el 13 de junio de 2013 y en Japón el 4 de diciembre de 2013.

## Recepción
Los críticos aclamaron el Sonic de 8 bits. La mayoría estuvo de acuerdo en que era una recreación pulida del juego de 16 bits, con ACE y Mean Machines escribiendo que aquellos que poseían esa versión aún podían disfrutarla. La variedad de niveles y los diseños del juego, la jugabilidad adictiva y llena de acción, y la calidad visual y de sonido, que se cree que está a la par con la de la versión original, se destacaron comúnmente. ACE quedó impresionado al ver intactas las características principales de la versión Génesis incorporadas a los sistemas de 8 bits. GamePro también consideró sus imágenes «de primera línea» para un juego de 8 bits.
Los revisores criticaron la dificultad relativamente baja y la corta duración, aunque Computer and Video Games (CVG) escribió que estos también eran problemas en el original y Go! consideró el juego más desafiante que su predecesor Genesis. Sin embargo, la mayoría encontró que los problemas no restaron valor a la experiencia; CVG escribió que el juego todavía ofrecía mucho al jugador y era tan bueno como la versión Génesis.
Las revisiones retrospectivas del relanzamiento del juego en la Consola Virtual también fueron positivas. IGN escribió que aunque no era tan atractivo visualmente, rápido o ambicioso como su predecesor de 16 bits, Sonic the Hedgehog de 8 bits seguía siendo un juego competente por derecho propio, con características únicas. diseños de niveles que lograron conservar la sensación del original. Nintendo Life creía que era uno de los mejores juegos de plataformas para Master System y consideró que era una pieza interesante en la historia de la franquicia Sonic, y encontró que la versión de Game Gear era fácil de recomendar a quienes jugaron la versión de 16 bits y buscaban una nueva experiencia, y a quienes recién estaban comenzando a jugar juegos de Sonic. Dijeron: «Es breve, pero agradable», y que la búsqueda de Chaos Emeralds añadía valor de repetición. GameSpy, al revisar Sonic Mega Collection Plus, consideró que Sonic y Sonic Chaos (1993) de 8 bits eran las únicas entregas de Game Gear de la serie que valían la pena jugar.

## Legado
GamesRadar+ nombró al Sonic de 8 bits como el cuarto mejor juego de Game Gear, y ellos y Retro Gamer lo nombraron uno de los mejores juegos de Master System. Sonic de 8 bits fue el primer juego de Ancient y el único juego de Sonic que desarrollaron. A partir de su secuela de 1992, Sonic the Hedgehog 2, todos los juegos de plataformas de Sonic de 8 bits posteriores fueron desarrollados por Aspect Co. La pista del nivel Bridge Zone se convirtió en una de las piezas más famosas de la música de Sonic y se utilizó como base para el tema de Tails en Sonic Adventure.
Algunos fanáticos han desarrollado de forma independiente nuevas versiones del juego para ejecutarlo de forma nativa en otras plataformas. En 2019, se lanzó una nueva versión del juego para fanáticos para Microsoft Windows y Android, con jugabilidad en pantalla panorámica y nuevos personajes, niveles y mecánicas de juego jugables. En diciembre de 2021 se lanzó un port para la Commodore 64 hecho por fans, con el código ensamblador Z80 original traducido a mano a la CPU 6510.